# Mouvement homosexuel de Varsovie
Le Mouvement homosexuel de Varsovie (en polonais : Warszawski Ruch Homoseksualny) est l'une des premières associations gay et lesbienne de Pologne, active entre 1987 et 1988.

## Histoire
Le Mouvement homosexuel de Varsovie commence en 1987, d'abord réservé aux hommes. Il est fondé par un groupe de militants, mené par Waldemar Zboralski, Sławomir Starosta et Krzysztof Garwatowski. Au cours du premier mois d'activité, les lesbiennes rejoignent le groupe,.
WRH est créé par les homosexuels polonais en réaction à l'opération Hyacinthe, un programme lancé contre les homosexuels par la police polonaise en novembre 1985,.
WRH a d'abord œuvré à la prévention contre le syndrome d'immunodéficience acquise et à la promotion du test VIH. La réaction des médias polonais à l'existence du mouvement homosexuel de Varsovie fut favorable. Les militants de WRH purent présenter leurs opinions dans des hebdomadaires, à la radio et à la télévision polonaise. Les journalistes soutenaient à l'époque ouvertement les gays et les lesbiennes.
Le Mouvement homosexuel de Varsovie est mentionné comme un groupe politiquement actif au sein du mouvement d'indépendance polonaise par Jiří Pehe de Radio Free Europe en 1988 et 1989.
En mars 1988, un groupe de quinze militants dépose une demande officielle d'enregistrement du Mouvement homosexuel de Varsovie comme association.
Le gouvernement polonais rejette cette demande, sur l'intervention du ministre de l'intérieur Czesław Kiszczak, influencé par l'église catholique de Pologne. Le groupe maintient ses activités en 1988 et 1990, après la chute du communisme en Pologne, en créant une nouvelle organisation LGBT aux objectifs plus vastes, Stowarzyszenie Grup Lambda.